# Selliguea triquetra
Selliguea triquetra är en stensöteväxtart som först beskrevs av Bl., och fick sitt nu gällande namn av Ren-Chang Ching. Selliguea triquetra ingår i släktet Selliguea och familjen Polypodiaceae. Inga underarter finns listade.